# Zorzines angustipennis
Zorzines angustipennis là một loài bướm đêm trong họ Noctuidae.